# Коломойский, Григорий Игоревич
Григорий Игоревич Коломойский (укр. Григорій Ігорович Коломойський; род. 27 января 1999) — украинский баскетболист, играющий на позиции разыгрывающего защитника. Сын украинского олигарха Игоря Коломойского.

## Биография
Родился 27 января 1999 года в Женеве. Отец — украинский олигарх Игорь Коломойский, мать — Ирина Коломойская; есть старшая сестра Анжелика. С детства занимался баскетболом. С лета 2018 года обучался в Кливлендском университете по специальности «спортивный менеджмент», где играл в университетской команде по баскетболу «Кливленд Стэйт Вайкингс»; Коломойский изредка появлялся на площадке на одну-две минуты, результативными действиями не отметившись. В феврале 2019 года заключил контракт с клубом высшего дивизиона чемпионата Израиля по баскетболу «Маккаби» из города Ришон-ле-Цион. За полгода на площадке провёл суммарно 11 минут в трёх играх клуба, совершив один подбор и сделав один неудачный бросок по кольцу; по итогам сезона «Маккаби» (Ришон-ле-Цион) финишировал на втором месте. В профиле на сайте израильского клуба у Григория Коломойского было указано швейцарское и израильское гражданство.
16 мая 2019 года, после оглашения результатов президентских выборов, по итогам которых Петра Порошенко сменил Владимир Зеленский, Игорь Коломойский, почти два года не появлявшийся на Украине из-за угрозы уголовного преследования, вернулся из Израиля на Украину. В начале сентября 2019 года стало известно, что Григорий Коломойский подписал контракт с принадлежащим его отцу клубом «Днепр», выступающим в Суперлиге Украины. На сайте клуба и Федерации баскетбола Украины Коломойский указан как игрок с украинским гражданством. В Суперлиге дебютировал 6 октября 2019 года в выездной игре против «Черкасских мавп». Матч закончился победой днепровского клуба, а Коломойский провёл на площадке 3 минуты 39 секунд, отметившись подбором и успешным трёхочковым броском. По итогам сезона 2019/2020 Григорий Коломойский в составе своего клуба стал чемпионом Украины, сыграв 17 игр, в среднем за матч набирая 1,6 очков, 0,7 подборов и 0,2 передачи. В сезоне 2020/2021 сыграл в 41 игре, в среднем за матч набрав 3,3 очка, 0,9 подборов и 0,4 передачи; при этом днепропетровский клуб, проиграв в полуфинале «Прометею», остался без медалей.

## Достижения
- Серебряный призёр чемпионата Израиля: 2018/2019
- Победитель чемпионата Украины: 2019/2020

## Статистика

### Статистика в колледже
| Сезон                                                                                   | Команда        | GP | GS | MPG | FG% | 3P% | FT% | RPG | APG | SPG | BPG | PPG |  |
| --------------------------------------------------------------------------------------- | -------------- | -- | -- | --- | --- | --- | --- | --- | --- | --- | --- | --- |  |
| 2018/19                                                                                 | Кливленд Стэйт | 2  | 0  | 2,0 | 0,0 | 0,0 | -   | 0,0 | 0,0 | 0,0 | 0,0 | 0,0 |  |
|                                                                                         | Всего          | 2  | 0  | 2,0 | 0,0 | 0,0 | -   | 0,0 | 0,0 | 0,0 | 0,0 | 0,0 |  |
| Наведите курсор мыши на аббревиатуры в заголовке таблицы, чтобы прочесть их расшифровку |                |    |    |     |     |     |     |     |     |     |     |     |  |

### Статистика в других лигах
| Сезон | Команда                 | Лига                             | GP | GS | MPG  | FG%  | 3P%  | FT%  | RPG | APG | SPG | BPG | PFL | TOV | PPG |
| --- | ----------------------- | -------------------------------- | -- | -- | ---- | ---- | ---- | ---- | --- | --- | --- | --- | --- | --- | --- |
| 2018/19 | Маккаби (Ришон-ле-Цион) | Чемпионат Израиля                | 5  | 0  | 3,0  | 0,0  | 0,0  | -    | 0,2 | 0,0 | 0,0 | 0,0 | 0,6 | 0,2 | 0,0 |
| 2019/20 | Все клубы               | Все лиги                         | 21 | 0  | 8,5  | 23,4 | 24,3 | 66,7 | 0,7 | 0,3 | 0,2 | 0,0 | 0,6 | 0,2 | 1,7 |
| 2019/20 | Днепр                   | Чемпионат Украины                | 17 | 0  | 8,4  | 25,0 | 24,1 | 75,0 | 0,7 | 0,2 | 0,2 | 0,0 | 0,6 | 0,1 | 1,6 |
| 2019/20 | Днепр                   | Кубок Европы ФИБА                | 3  | 0  | 6,6  | 25,0 | 33,3 | 50,0 | 1,0 | 0,3 | 0,3 | 0,0 | 0,3 | 0,3 | 2,3 |
| 2019/20 | Днепр                   | Кубок Европа ФИБА (квалификация) | 1  | 0  | 15,1 | 0,0  | 0,0  | -    | 0,0 | 2,0 | 0,0 | 0,0 | 1,0 | 2,0 | 0,0 |
| 2020/21 | Все клубы               | Все лиги                         | 20 | 0  | 13,9 | 31,1 | 34,9 | 71,4 | 0,8 | 0,3 | 0,3 | 0,0 | 1,6 | 0,8 | 2,9 |
| 2020/21 | Днепр                   | Чемпионат Украины                | 19 | 0  | 13,5 | 33,9 | 38,5 | 71,4 | 0,7 | 0,3 | 0,3 | 0,0 | 1,5 | 0,8 | 3,1 |
| 2020/21 | Днепр                   | Квалификация Лиги чемпионов      | 1  | 0  | 23,0 | 0,0  | 0,0  | -    | 2,0 | 1,0 | 0,0 | 0,0 | 2,0 | 1,0 | 0,0 |
| 2021/22 | Будивельник             | Чемпионат Украины                | 4  | 0  | 15,3 | 0,0  | 0,0  | -    | 1,5 | 0,5 | 0,3 | 0,0 | 1,5 | 0,5 | 0,0 |
| 2022/23 | Будивельник             | Кубок Европы ФИБА                | 3  | 3  | 12,9 | 50,0 | 50,0 | -    | 0,7 | 0,3 | 0,3 | 0,0 | 0,7 | 0,3 | 3,7 |
| Всего | Всего                   | Всего                            | 53 | 3  | 10,8 | 26,2 | 28,4 | 69,2 | 0,8 | 0,3 | 0,2 | 0,0 | 1,0 | 0,5 | 2,0 |
| В Кубке Европы ФИБА | В Кубке Европы ФИБА     | В Кубке Европы ФИБА              | 6  | 3  | 9,8  | 37,5 | 41,7 | 50,0 | 0,8 | 0,3 | 0,3 | 0,0 | 0,5 | 0,3 | 3,0 |
| В чемпионате Украины | В чемпионате Украины    | В чемпионате Украины             | 40 | 0  | 11,5 | 26,9 | 29,3 | 72,7 | 0,8 | 0,3 | 0,3 | 0,0 | 1,2 | 0,5 | 2,2 |
| Наведите курсор мыши на аббревиатуры в заголовке таблицы, чтобы прочесть их расшифровку Статистика приведена с сайта basketball.realgm.com |                         |                                  |    |    |      |      |      |      |     |     |     |     |     |     |     |